# Chaceon albus
Chaceon albus is een krabbensoort uit de familie van de Geryonidae. De wetenschappelijke naam van de soort is voor het eerst geldig gepubliceerd in 2007 door Davie, Ng & Dawson.